# (687) Tinette
Pour les articles homonymes, voir Tinette.
(687) Tinette est un astéroïde de la ceinture principale découvert le 16 août 1909 par l'astronome autrichien Johann Palisa.
Sa désignation provisoire était 1909 HG.